# Жуков, Даниил Ефимович
Даниил Ефимович Жуков (1822, Москва — 1892) — участник русско-турецкой войны 1877—1878 годов, генерал-лейтенант (16.04.1878).
.

## Биография
Родился 2 (14) декабря 1822 года в Москве в семье судьи коллежского советника Ефима Даниловича Жукова (?—1830) и его жены Елизаветы Сергеевны. Крещён в Введенской церкви в Барашах 7 декабря. Происходил из дворян Московской губернии.
Воспитывался в 1-м кадетском корпусе, из которого выпущен 30 августа 1841 года прапорщиком в лейб-гвардии Егерский полк.
В 1849 году, уже в чине штабс-капитана, участвовал в походе гвардии к западным пределам империи по случаю Венгерского мятежа, а во время Восточной войны 1853—1856 гг. находился в составе войск Южной армии.
В январе 1855 года произведён в полковники, и переведён в стрелковый полк Императорской фамилии, где вскоре получил должность батальонного командира.
В 1857 году назначен командиром 18-го стрелкового батальона; в 1859 году, состоя в Дагестанском отряде под личным начальством князя Барятинского, участвовал в экспедиции против горцев, при блокаде и взятии штурмом Гуниба и пленении Шамиля.
В 1860—1861 гг. ходил в землю шапсугов и находился при всех операциях, произведённых в этом периоде Адагумским отрядом. 30 марта 1862 года назначен командиром 8-го Эстляндского пехотного полка; 9 января 1868 года произведён в генерал-майоры.
В период 1869—1873 годов занимал должности: помощника начальника 3-й гренадерской (1869—1870) и 18-й пехотной (1870—1873) дивизий, а потом был назначен командиром 1-й бригады 18-й пехотной дивизии.
В начале русско-турецкой войны 1877—1878 гг. Жуков отличился при переходе через Дунай. За это дело, а равно и за другие отличия в сражениях с турками, произведён в генерал-лейтенанты и награждён 11 июля 1877 года орденом Св. Георгия 4-й степени
В воздаяние за храбрость и распорядительность, оказанные в деле с Турками при переправе чрез Дунай у Галаца, 10 Июня 1877 года
Затем ему была вверена 17-я пехотная дивизия. Находясь в составе действующей армии, Жуков принимал участие в сражениях с турками, был за Балканами, и особенно отличился при Буджаке. По окончании войны, ввиду расстроенного здоровья, он получил годичный отпуск; потом был отчислен от должности, с зачислением по армейской пехоте и, наконец, в 1885 году уволен в отставку с мундиром и пенсией.
В 1884—1890 годах — почётный мировой судья Новосильского уезда Тульской губернии, где у него было имение в 930 десятин земли.
Умер в собственном имении 30 июля (11 августа) 1892 года.